# Sound of Sunshine – Sound of Rain
Sound of Sunshine – Sound of Rain ist ein US-amerikanischer animierter Kurzfilm von Caroline Heyward aus dem Jahr 1983.

## Handlung
Ein blinder siebenjähriger Junge wacht am Morgen auf.  Man hört aus seiner Sicht, wie sich Mutter und Tochter über die richtige Art der Fürsorge für den Jungen unterhalten und dabei konträre Meinungen aufeinanderstoßen. Seine Schwester nimmt den Jungen auf ihrem Weg in die Schule mit in einen Park. Hier genießt er die Sonne und trifft auf den Eisverkäufer Abram. Beide freunden sich an, unterhalten sich und Abram schenkt ihm ein Eis. Dem positiven Aspekt in seinem Leben treten negative gegenüber: Mit seiner Schwester geht er später in einen Lebensmittelladen, wo der blinde Junge versehentlich die Auslage beschädigt. Der Händler ist ihm und seiner Schwester feindlich gesinnt und beschimpft sie unter anderem rassistisch wegen ihrer Hautfarbe – der Junge und seine Schwester sind Afroamerikaner.

## Produktion
Sound of Sunshine – Sound of Rain beruht auf dem gleichnamigen Buch von Florence Parry Heide, das 1970 erschienen war. Der Zuschauer erlebt die Geschehnisse aus der Sicht des Jungen, der Töne, Farben und Formen auf seine Weise beschreibt. Ton, Farben und Formen werden abstrakt dargestellt. Der Erzähler des Films ist Ron Glass.

## Synchronisation
| Rolle     | Originalsprecher |
| --------- | ---------------- |
| Junge     | Damon Hines      |
| Abram     | Jimmy Arone      |
| Schwester | Lisa Bonet       |
| Mutter    | Janet MacLachlan |
| Verkäufer | Joseph Stern     |
| Erzähler  | Ron Glass        |

## Auszeichnungen
Sound of Sunshine – Sound of Rain wurde 1984 für einen Oscar in der Kategorie „Bester animierter Kurzfilm“ nominiert, konnte sich jedoch nicht gegen Sundae in New York durchsetzen.